# Dundurn Fort

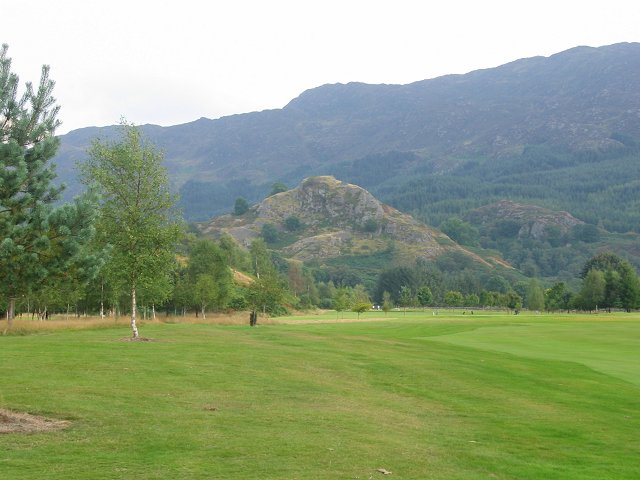
St Fillan’s Hill, auf dem Dundurn Fort stand

Dundurn Fort (eigentlich Dun Durn; schottisch-gälisch Dùn Fhaoláin) liegt zwei Kilometer östlich des Sees Loch Earn, bei dem Dorf St. Fillans in der Grafschaft Perthshire in Schottland.
Der isolierte St. Fillan’s Hill, auf dem Dundurn liegt, erhebt sich etwa in der Mitte Schottlands zwischen West- und Ostküste. An diesem Punkt trafen die Routen aufeinander, die von Argyll and Bute über den Clyde ins Land der Pikten führten. Die Felsterrassen des zerklüfteten Gipfels boten sich als Standort an, der durch Palisaden oder Mauern ausgebaut werden konnte. Die günstige Lage wird durch den weiten Ausblick gestützt, den man vom Gipfelplateau in die eiszeitlich geformte Ebene bis zu den Bergpässen hat.
Zunächst war der Gipfel von einer Holzpalisade umgeben, die durch Eisennägel zusammengehalten wurde. Außer in Burghead (Moray) wurde diese Technik zur damaligen Zeit auf den Britischen Inseln nirgendwo angewandt. Später wurde die Palisade durch eine Mauer ersetzt. Schließlich wurden auch die unteren Terrassen in die Umwallung einbezogen, deren Überreste heute noch den Hügel bedecken.
Durch Aufzeichnungen in den Annalen von Ulster ist bekannt, dass Dundurn bereits im 7. Jahrhundert existierte. Für das Jahr 683 n. Chr. sind dort die Belagerungen von Dunadd und Dundurn verzeichnet. Allerdings ist weder bekannt, wer angriff, noch wer verteidigte und wie der Kampf ausging. Die in West-Ost-Richtung langgestreckten Seen und Täler in Perthshire könnten im ansonsten wegelosen Bergland von Bedeutung gewesen sein, als sich die keltischen Skoten im Jahre 843 unter Kenneth MacAlpin dem König von Dalriada mit den Pikten vereinigten.
Die reichen Funde, die bei mehreren kleinen Ausgrabungen entdeckt wurden, zeigen die Bedeutung des Gebietes zwischen dem 7. und 9. Jahrhundert. Es handelt sich um Funde von hoher Qualität, darunter ein verzierter Lederschuh, ein Glasbecher und ein Kochtopf. Es gibt auch Hinweise auf eine Schmuckindustrie, darunter ein bemerkenswerter Schmuckstein aus Glas, der als Verzierung eines Kelches, Kruzifixes oder Reliquiars gedient haben könnte.